# Space Technology 5

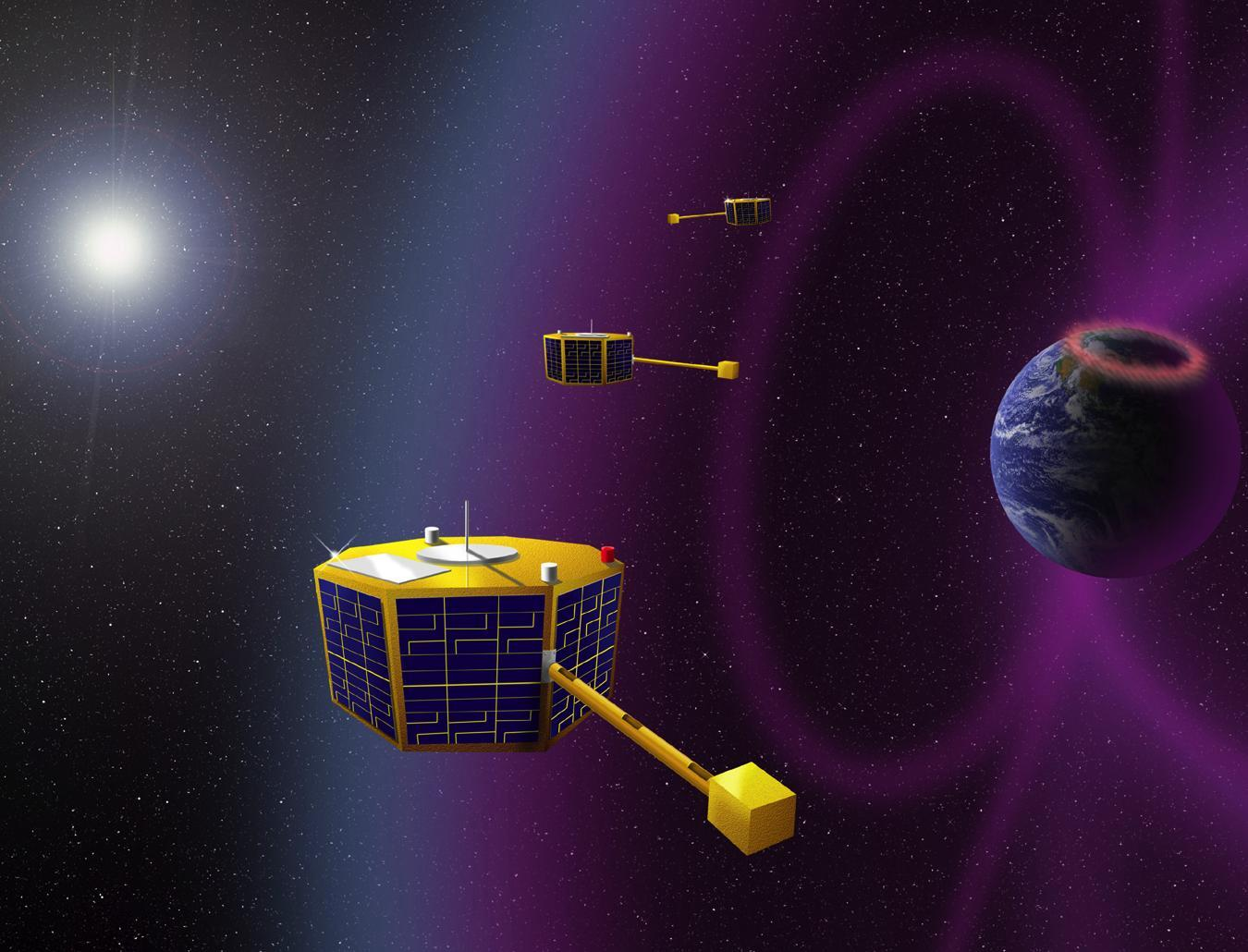
Space Technology 5 (künstlerische Darstellung)

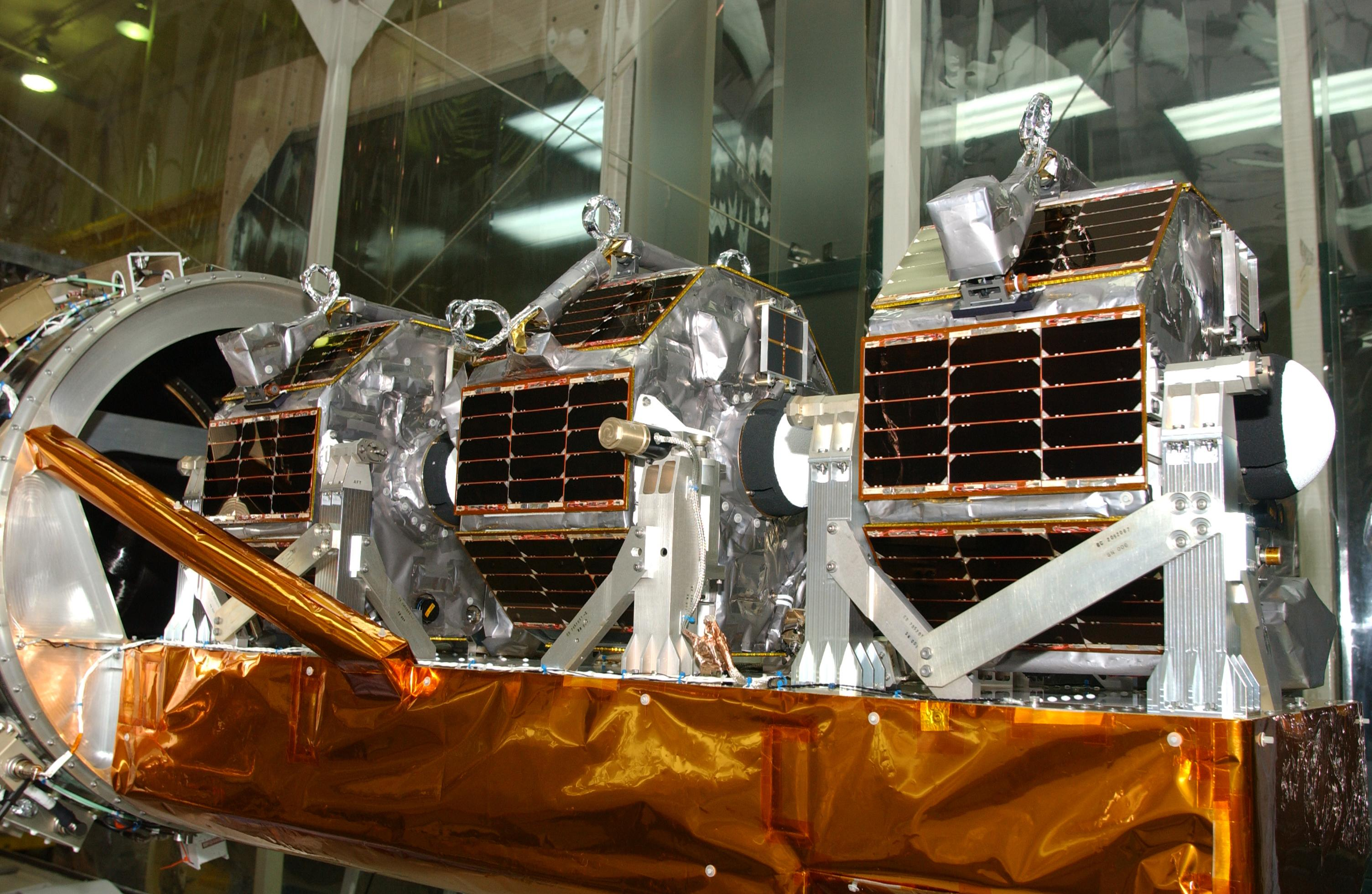
Space-Technology-5-Satelliten auf dem Nutzlastadapter

Space Technology 5 (abgekürzt ST5) ist ein Satellitenprojekt der US-amerikanischen Raumfahrtbehörde NASA im Rahmen des New Millennium Programs zum Testen neuer Raumfahrttechnologien. Die Mission besteht aus drei Kleinstsatelliten, die am 22. März 2006 gemeinsam mit einer Pegasus-XL-Rakete gestartet wurden. Das Verwenden von mehreren kleinen, günstigen Satelliten stellte eine neue Missionsart dar. Jeder der Satelliten wiegt 25 kg und hat etwa die Größe eines mittleren Fernsehers. Damit kommt die Mission auf verhältnismäßig geringe Gesamtkosten von etwa 130 Millionen Dollar (inkl. Trägerrakete und Missionsdurchführung). Die Mission war auf einen Zeitraum von mindestens 90 Tagen angesetzt. Sie diente in zweiter Linie der Erforschung und Kartierung des Erdmagnetfeldes.

## Missionsziele
Das primäre Ziel der Mission war es, die neuartige Technik der Mikrosatelliten (engl. micro-sats) zu demonstrieren und im Weltraum zu testen. Jeder der drei Satelliten ist ein völlig selbständiges System mit eigenen Navigations-, Antriebs- und Kommunikationssystemen. Dabei wurde hochmoderne Miniaturisierungstechnologie angewendet. Während der Mission wurden die Satelliten einmal für einen Tag sich selbst überlassen, um Technologien der Automatisierung zu demonstrieren und zu testen.
Das wissenschaftliche Ziel der Mission lag in der Erforschung des Erdmagnetfeldes. Die Satelliten sollten Richtung und Stärke des inneren Magnetfeldes kartieren. Die Satelliten fliegen in Formation und konnten deshalb mit ihren hochsensiblen Magnetometern an mehreren Stellen im Erdmagnetfeld gleichzeitig präzise Messungen durchführen. So wollen die Wissenschaftler in Zukunft fähig sein, Magnetstürme und andere Phänomene vorauszusagen. Diese haben verheerende Auswirkungen auf die Kommunikation im Weltraum und auf der Erde und können Satelliten im Extremfall sogar ganz zerstören.

## Technik

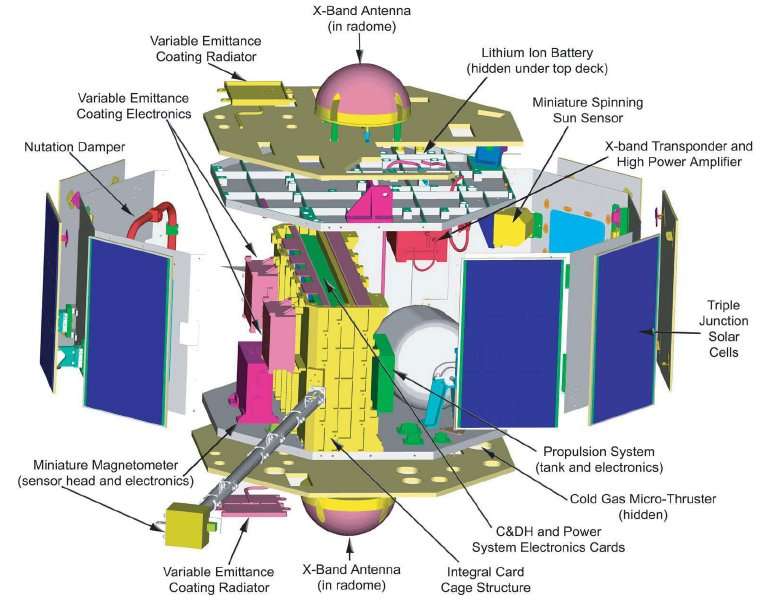
Aufbau des Satelliten

Die Satelliten haben die Form eines Achteckes mit einem Durchmesser von 53 Zentimetern und einer Höhe von 48 Zentimetern. Um die Fluglage zu stabilisieren, rotieren die Satelliten mit 20 Umdrehungen pro Minute um die eigene Achse. Die Außenseiten sind mit Solarzellen bedeckt, die gemeinsam den Energieverbrauch von etwa 25 W decken. Dabei wird ein Lithium-Akkumulator mit einer Kapazität von 7,9 Ah als Zwischenspeicher verwendet.

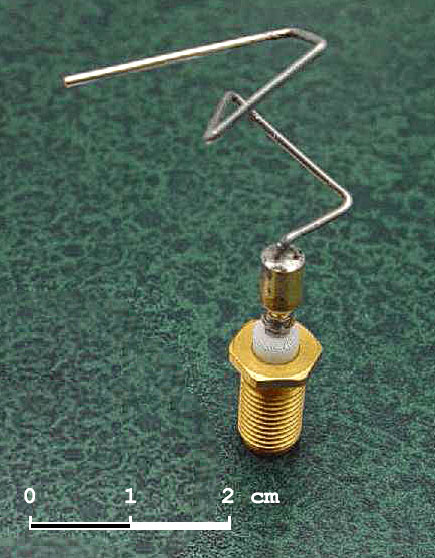
Die X-Band-Antenne der Satelliten

Die Satelliten arbeiten in einem hohen Maße autonom, sie werden täglich lediglich zwei- bis dreimal für jeweils 10–30 Minuten von der Bodenstation angefunkt. Während dieser Zeitfenster werden neue Kommandos an die Satelliten abgegeben sowie wissenschaftliche Daten empfangen. Dies erfordert einen großen Zwischenspeicher sowie eine schnelle Übertragung. Auf den Satelliten können je 20 Megabyte Daten gespeichert werden, die Übertragungsrate beträgt 100 kBps.
Daten werden über das X-Band (7–8 GHz) übertragen. Dabei wird eine optimierte Antenne verwendet. Ihre Form wurde auf einem Hochleistungsrechner mithilfe eines evolutionären Algorithmus berechnet und ist an die Umlaufbahn der Mission angepasst. Somit gewährleistet sie eine höhere Übertragungsrate bei kleinerem Stromverbrauch.

## Instrumente
Einziges wissenschaftliches Experiment an Bord der Satelliten ist ein miniaturisierter Magnetometer. Um diesen von störenden Einflüssen durch die Sonde zu schützen, ist dieser an einem Aluminiumausleger befestigt, der nach dem Start ausgefahren wird.

## Missionsverlauf
Ursprünglich hätte die Mission schon am 28. Februar 2006 gestartet werden sollen. Wegen Problemen mit der Ausklinkvorrichtung musste er aber mehrmals verschoben werden. Am 15. Februar startete dann die Trägermaschine, musste aber wieder umkehren, als bei den letzten Kontrollen noch ein Fehler festgestellt wurde.

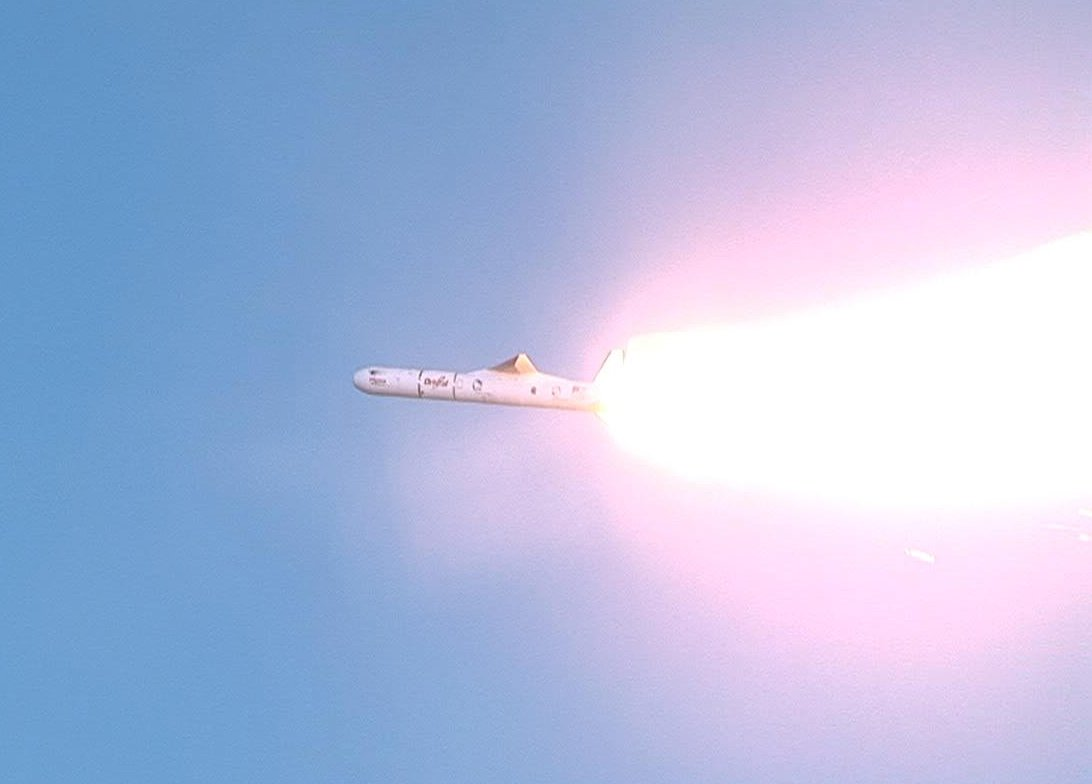
Start von ST-5 an Bord einer Pegasus XL

Space Technology 5 startete schließlich am 22. März mit einer Pegasus XL. Diese Trägerrakete wird von einem Flugzeug aus 14.000 m Höhe aus gestartet. Der Start war gemäß NASA einer der problemlosesten in der Geschichte der Rakete. Elf Minuten nachdem sich die Rakete von dem Flugzeug gelöst hatte, wurde der erste der drei Satelliten in den Weltraum abgegeben, drei Minuten später der zweite und nach weiteren drei Minuten der dritte. Die Satelliten waren dazu auf einem speziell für diese Mission entwickelten Nutzlastadapter montiert, der den Start der drei Satelliten mit einer einzigen Rakete ermöglichte.
Die Satelliten wurden auf einer Höhe von 300 km ausgesetzt. Ihre polare Umlaufbahn ist stark elliptisch, die Satelliten befinden sich zwischen 300 und 4.000 km Höhe. Für einen Erdumlauf benötigen sie 136 Minuten. Sie fliegen in Formation und haben etwa 350 km Abstand untereinander.
Zwei Stunden nach dem Start begannen die Satelliten mit dem Übermitteln von Daten. Sie funktionieren alle einwandfrei. Etwa einen Monat nach dem Start waren alle Systeme aktiviert und die Satelliten schwenkten in ihre endgültige Flugformation ein. Dazu wurden die kleinen Mikroschubdüsen verwendet, die ebenfalls neuartig für die Mission sind. Es liegen bereits im April erste wissenschaftliche Ergebnisse vor, die Verantwortlichen sprachen schon da von einem vollen Erfolg der Mission. Ende Juni wurde die Mission abgeschlossen, am 30. Juni wurden die Satelliten abgeschaltet.